# M7 motorway (Irland)

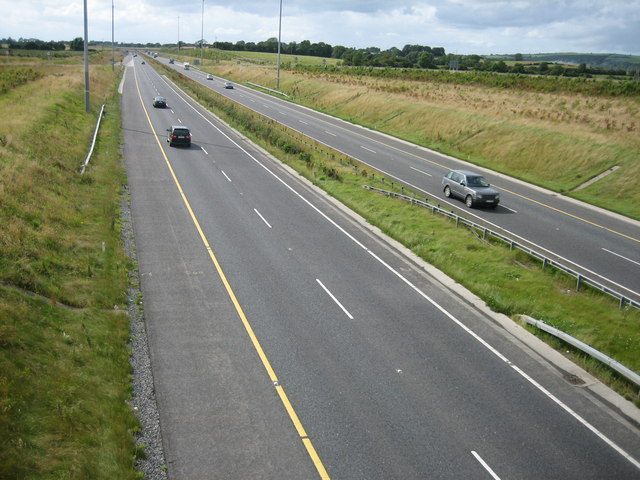
M7 (Aufnahme 2007)

Der M7 motorway (englisch für „Autobahn M7“, irisch Mótarbhealach M7) ist eine rund 167 km lange, abschnittsweise mautpflichtige hochrangige Straßenverbindung in der Republik Irland, die vom Dubliner Autobahnring M50 motorway über ein 20,7 km langes Verbindungsstück der Nationalstraße N7 (bis Naas) nach Südwesten nach Limerick führt. Sie verzweigt sich mit dem M9 motorway, der nach Waterford führt, und dem M8 motorway, der bei Cork endet. An ihrem Ende geht sie in den bisher (Stand 2019) nur in einem kurzen Abschnitt verwirklichten M20 motorway über.
Die Autobahn bildet einen Abschnitt der Europastraße 20.